# Digitální knihovna Univerzitní knihovny v Bratislavě
Digitální knihovna Univerzitní knihovny v Bratislavě (dále UKB) představuje samostatnou sbírku digitalizovaných knižních dokumentů a digitalizované periodik, starých tisků, rukopisů, hudebnin či monografií.
Prostřednictvím Digitální knihovny se plnotextově zpřístupňuje více než 1 530 000 (údaj z 29. 6. 2022) stran digitalizovaných slovacikálních dokumentů, převážně periodik, například Nyugatmagyarországi Hirado či Pressburger Zeitung.

## Obsah Digitální knihovny
Obsah Digitální knihovny tvoří učebnice, encyklopedie, slovníky, příručky, různé vědecké publikace, beletrie, z periodik jsou to deníky, týdeníky, časopisy zábavního či politického charakteru - od 16. století dodnes. Obsah se průběžně doplňuje a aktualizuje.

## Funkcionalita Digitální knihovny
Digitální knihovna UKB umožňuje extrakci textu, extrakci libovolné zóny, extrakci obrázků, překlad textu, metadatový popis ve více jazycích, vyhledávání na podle slov na úrovni celé sbírky, na úrovni konkrétního dokumentu, seskupování obsahu podle faset v kombinacích s jinými kritérii (datum vydání, výskyt fráze v obsahu a jiných). Z hlediska funkcí pro registrované uživatele jsou významné i funkce poznámek v textu, označení oblíbeného obsahu a možnosti jejich sdílení s ostatními uživateli.
Mezi základní funkce softwaru knihovny MediaInfo patří zobrazení bibliografických a katalogizačních informací o prohlížení obsahu a rozšířené vyhledávání. Obsah je kategorizován, doplněný o tagy, zobrazený hierarchicky nebo ve stromové struktuře. Každý uživatel si může dokumenty a jejich části označit jako oblíbené, vytvořit k nim poznámky a sdílet je s osobou dle vlastního výběru, komentovat poznámky jiného uživatele a sdílet je přes Facebook, Twitter a Google+.
Software digitální knihovny disponuje efektivními nástroji ke kopírování obsahu. Umožňuje stáhnout celou stranu nebo vybranou zónu jako obraz nebo text, který je možné automaticky strojově přeložit a jednoduše přenést do jiných softwarových aplikací.

## Digitální knihovna a copyright
Digitální knihovna zpřístupňuje i knižní dokumenty, na které se již nevztahuje autorský zákon a které jsou přístupné pro všechny uživatele neomezeně prostřednictvím internetu. Dokumenty, které jsou chráněny autorským zákonem jsou přístupné pouze prezenčně v prostorách UKB.